# Bracknell Jazz Festival
Das Bracknell Jazz Festival war ein Jazz-Festival, das von 1975 bis 1991 in Bracknell in Berkshire (England) stattfand. Es war eines der wichtigsten Festivals für Modern Jazz in Großbritannien in den 1980er Jahren.

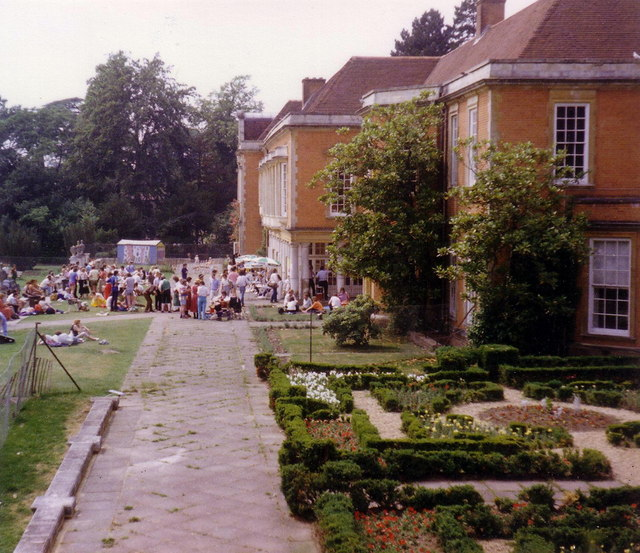
South Hill Park, Gutshaus anlässlich des Folk Festival 1986

Es fand an drei Tagen am ersten Wochenende im Juli auf dem Grund des viktorianischen Gutssitzes South Hill Park statt. Organisiert wurde es von John Cumming, der später mit seiner Serious-Agentur auch die Camden Jazz Week und dessen Nachfolger, das London Jazz Festival organisierte. Als Nachfolger des Bracknell Festivals lief auch eine Zeitlang das ebenfalls von Cumming organisierte Outside In Festival in Crawley (West Sussex).
Die ländliche Umgebung lud auch zu Picknicks während der Konzerte ein und zog bis zu 4000 Zuhörer an. Das Festival bot unterschiedlichsten Jazzrichtungen ein Forum, sowohl internationalen Stars als auch britischen Jazzmusiker. Vertreten waren auch Avantgarde Jazz, Free Jazz und Modern Creative. Anfang der 1990er Jahre wurde es durch ein nicht mehr Jazz-spezifisches Bracknell Festival ersetzt und danach durch Big Day Out. 2012 gab es Bemühungen, ein Wochenend-Jazzfestival in Bracknell neu zu beleben.
Dort traten Rhythm&Blues- und Rock-Musiker wie Alexis Korner, Charlie Watts mit seiner Bigband und Jack Bruce auf und Jazzmusiker wie Barbara Thompson mit ihren Paraphernalia (Fernsehmitschnitt 1979), Ornette Coleman, Stanley Clarke, Pharoah Sanders, Don Cherry, George Coleman, Evan Parker, Tony Oxley, John Surman, Ralph Towner, Alan Skidmore, Trevor Watts, Paul Rutherford,  Django Bates, Dudu Pukwana, Johnny Dyani, Mitglieder der Canterbury Scene, Jan Garbarek, Pat Metheny, Peter Brötzmann, Peter Kowald, Max Roach, Elvin Jones, McCoy Tyner, Tomasz Stańko, Bobby Hutcherson, Naná Vasconcelos, Michael Gibbs und Bill Frisell.
Der Arts Council of Great Britain gab für das Festival mehrere Kompositionen in Auftrag (wie: Bracknell Connection 1976 von Stan Tracey, The Cortege 1979 von Mike Westbrook, Hoarded Dreams 1983 von Graham Collier, jeweils aufgeführt mit deren Bands).
Mehrere Live-Alben entstanden auf dem Festival, z. B. The Bracknell Connection (1976) von Stan Tracey mit seinem Oktett, Don Cherry (Live at the Bracknell Jazz Festival 1986, 2012) oder Mike Osbourne/Stan Tracey. Live at the Bracknell Festival (1977).